# 成功の甘き香り
『成功の甘き香り』（せいこうのあまきかおり、Sweet Smell of Success）は、1957年制作のアメリカ映画。公開当初はあまり評判がよくなかったこの映画は、時がたつにつれて評価が上がってきており、1993年にアメリカ国立フィルム登録簿に登録された。さらに、この映画の登場人物であるJ.J. ハッセンカーは、アメリカ映画100年のヒーローと悪役ベスト100の悪役部門35位にランクインした。
また、この映画を基にしたミュージカル作品Sweet Smell of Successものちに上演された。

## キャスト
| 役名                   | 俳優                 | 日本語吹替 |
| ---------------------- | -------------------- | ---------- |
| JJ・ハッセンカー       | バート・ランカスター | 久松保夫   |
| シドニー・ファルコ     | トニー・カーティス   | 広川太一郎 |
| スーザン・ハッセンカー | スーザン・ハリソン   | 沢田敏子   |
| スティーヴ・ダラス     | マーティン・ミルナー | 市川治     |
| リタ                   | バーバラ・ニコルズ   | 杉田郁子   |

日本語吹替:初回放送 1967年2月11日 「土曜洋画劇場」※DVD収録。

## ストーリー
ニューヨークで最も影響力のある劇評コラムニストであるJJ・ハッセンカーは、妹のスーザンがジャズ・ミュージシャンのスティーヴと交際するのが気に入らず、プレス・エージェントのシドニーを使って二人の仲を裂こうとする。